# Fârliug
Fârliug é uma comuna romena localizada no distrito de Caraș-Severin, na região de Banato. A comuna possui uma área de 130.47 km² e sua população era de 1886 habitantes segundo o censo de 2007.